# 귀염
귀염(영어: otitis) 또는 이염은 사람과 다른 동물 모두에서 귀의 염증 또는 귀 감염, 내이 감염, 중이 감염을 총칭하는 용어이다. 감염이 있는 경우 바이러스성 또는 박테리아성일 수 있다. 중이에 체액이 쌓여 염증이 있고 감염이 없는 경우 삼출성 중이염(otitis media with effusion)으로 간주된다. 다음으로 세분화된다.
- 바깥귀길염(otitis externa), 바깥귀길염은 바깥귀길의 염증(감염성 또는 비감염성)을 수반하며 때로는 귓바퀴나 귀구슬(tragus, 이주. 외이공 전방의 연골성 돌출)까지 확장된다.[5]

- 가운데귀염(otitis media) 또는 가운데귀 감염은 가운데귀를 포함한다.

- 속귀염(otitis interna) 또는 미로염(labyrinthitis)은 속귀를 포함한다.

## 같이 보기
- 중성구 감소증
- 귀여움
- 이염